# Alpujarra Granadina
Alpujarra Granadina è una comarca della Spagna, situata nella provincia di Granada, in Andalusia.